# Pascal Bataille
Pour les articles homonymes, voir Bataille (homonymie).
Pascal Bataille est un producteur de télévision et animateur audiovisuel français, né le 25 janvier 1960 à Bordeaux (Gironde). Il se fait connaître à la télévision dans les années 1990 et 2000 par les émissions de divertissement qu’il anime, notamment en fin de soirée avec son collègue et associé Laurent Fontaine, comme Y’a pas photo et Y'a que la vérité qui compte. Après 2010, il anime des matinales de stations de radio nationales, sur Nostalgie durant une saison puis sur Sud Radio à partir de 2011. Après avoir présidé la société Loribel et le groupe Unimédia, il est président de la société de production Côté Prod.

## Biographie

### Origines, formation et débuts
Pascal Bataille naît sous le nom de Pascal Bataille de Baget, le 25 janvier 1960 à Bordeaux. Il est le fils du Pr Marie-José Bataille, (1936-1999), psychanalyste et psychiatre, et de son épouse Roselyne Saint-Georges Chaumet.
Pascal Bataille passe ses années de collège et de lycée à l’ensemble scolaire Saint-Joseph-de-Tivoli à Bordeaux, études qu'il poursuit avec une hypokhâgne et une khâgne au lycée Henri-IV à Paris. Il obtient une maîtrise de lettres et de philosophie, complétée par un DESS en techniques de l'information, à l'Institut français de presse, composante d'enseignement et de recherche de l'université Paris-Panthéon-Assas. En 1983, il fonde avec plusieurs amis journalistes, une agence de presse parisienne pour la radio. En 1984, l’entreprise est rachetée par le groupe Hersant d'opinion de droite conservatrice lequel possède notamment la radio locale privée CHIC FM 88.5 et il est nommé responsable politique, sous la coupe du rédacteur en chef Édouard Pellet[réf. souhaitée]. L'agence prend le nom Agence française de communications (AFC) et s'installe dans les anciens locaux d'Eddie Barclay à Neuilly-sur-Seine[réf. souhaitée]. En 1987, Bataille quitte l’agence, invoquant la clause de conscience à la suite d’un changement de ligne éditoriale. À la même époque, il rencontre Laurent Fontaine à l’occasion d’un concours de grands reporters. Ils commencent dès lors à s'associer professionnellement. Ainsi paraît en 1988, leur Guide de la combine, vendu à 80 000 exemplaires.

### Carrière
En 1990, Pascal Bataille crée avec Laurent Fontaine la société de production et d'édition « Les Rebelles communications », qui publie ensuite plus de trente ouvrages, dont la collection des Guides Paris combines.
En 2001, ils créent la société de production Loribel. Un peu plus tard, ils fondent le groupe Unimedia, holding qui regroupe les sociétés :
- Loribel (qui produit des émissions de télévision) ;
- Galaxy 7 (qui produit des programmes de fiction, dessins animés et films).

En 2009, Pascal Bataille crée la société de production Côté Prod.

### Animateur et producteur
Pascal Bataille fait ses débuts à la télévision en 1991 sur Canal Jimmy au côté de Laurent Fontaine dans Chroniques des Rebelles et le Meilleur du pire, jusqu'en 1997.
Il participe ensuite à la création de Combien ça coûte ? sur TF1 aux côtés de Jean-Pierre Pernaut, émission à laquelle il collabore avec Laurent Fontaine en tant que chroniqueurs et journalistes jusqu'en 1997.
De 1993 à 1997, le duo Bataille-Fontaine collabore avec Christophe Dechavanne comme producteurs délégués de Coucou !, puis comme chroniqueurs dans Comme un lundi.
En 1997, TF1 propose au duo de créer, produire et animer Y'a pas photo en deuxième partie de soirée : l'émission connaît le succès pendant cinq ans.
De 1998 à 2000, parallèlement à Y'a pas photo, le duo produit plusieurs émissions diffusées en première partie de soirée sur TF1 : Photos de vacances, Drôles de petits champions, Tout le monde se lève pour..., etc.
De 2002 à 2006, il présente aux côtés de Laurent Fontaine Y'a que la vérité qui compte, diffusée en seconde partie de soirée sur TF1. L'émission connaît un grand succès, réalisant de très belles audiences.
En 2003, il crée et produit, toujours avec Laurent Fontaine, La Méthode Cauet, animée par l'animateur de radio Sébastien Cauet, et diffusée en seconde partie de soirée sur TF1 jusqu'en 2009.
En 2007, il produit et coanime avec Laurent Fontaine l'émission hebdomadaire Utiles, diffusée sur LCI. La même année, le duo fait son retour sur Jimmy en tant qu'animateurs et producteurs de l'émission hebdomadaire d'investigation C'est off, diffusée jusqu'en 2009.
En parallèle, Loribel produit de nombreuses émissions pour les chaînes du câble et de la TNT : My Teva, J'ai quelque chose à te dire, Le Meilleur du drôle des Publivores, etc.
Pascal Bataille est également producteur de dessins animés et de films pour TF1 et France 3 : Le Monde de Pahé et Services sacrés.
En 2009, le duo présente une nouvelle émission hebdomadaire sur Jimmy, Forcément sublimes, qui retrace dix moments forts.
En 2010, il est membre du jury dans une émission sur NRJ 12, Le grand casting de la télé : des centaines de candidats défilent dans un bus qui sillonne cinq villes de France ; le jury est composé de Vanessa Broussouloux, Pascal Bataille et Bernard Montiel.
Du 23 août 2010 à fin juin 2011, il anime aux côtés de Laurent Fontaine la matinale de Nostalgie : La Belle Vie.
À partir d'août 2011 sur Sud Radio, il anime, cette fois en solo, l'émission matinale de débats avec les auditeurs sur des thèmes de société, Bataille à l'écoute, de 9 h à 12 h ; puis, à compter de mars 2012, il change d'horaire et anime en compagnie de Gilles Tessier la matinale de la chaîne, de 6 h à 10 h : Le 6/10 de Pascal Bataille.
À partir du 28 novembre 2012, il coprésente avec Karine Ferri Les 30 histoires... sur TMC.

### Autres activités
Pascal Bataille a monté un hôtel-spa au Cap-Ferret, nommé Côté Sable, puis un autre à Rémalard[réf. nécessaire], Côté Parc, qui tiennent également lieu de boutique de décoration et de salon de thé[réf. nécessaire].
En 2009, toujours avec Laurent Fontaine, il s'associe à Sylviano Marchione et Jacky Gallois (tous deux dirigeants de l'école de radio Studio école de France), pour créer le Studec TV, école formant à tous métiers de la télévision[réf. nécessaire].

## Vie privée
Pascal Bataille a été marié au moins une fois et a divorcé.

### Maladie
En décembre 2024, il annonce dans une vidéo sur son compte Instagram être atteint d'un cancer du poumon depuis deux-trois mois. Son ex-épouse avait également été atteinte cinq ans plus tôt.

## Résumé de carrière

### Animateur de télévision
- 1991-1997 à la télévision : 
  - Chroniques des rebelles
  - Le Meilleur du pire
- 1993-1997 :
  - Combien ça coûte ?, présenté par Jean-Pierre Pernaut (TF1) : chroniqueur
  - Comme un lundi, présenté par Christophe Dechavanne (TF1) : chroniqueur
- 1997-2002 : Y'a pas photo (TF1) : coanimateur avec Laurent Fontaine
- 2000-2003 : Drôle de petits champions (TF1), avec Laurent Fontaine
- 2002-2003 : Zéro de conduite ! (TF1), avec Laurent Fontaine
- 2002-2006 : Y'a que la vérité qui compte (TF1), avec Laurent Fontaine
- 2007 : Utiles sur LCI, avec Laurent Fontaine
- 2007-2009 : C'est off sur Jimmy, avec Laurent Fontaine
- 2009 : Forcément sublimes sur Jimmy, avec Laurent Fontaine
- 2010 : Le grand casting de la télé sur NRJ 12 : juré
- 2012-2016 : Les 30 histoires... sur TMC, avec Karine Ferri
- 2022-2023 : Y'a que la vérité qui compte, nos plus belles histoires sur C8, avec Laurent Fontaine
- 2023-2025 : Y'a que la vérité qui compte sur C8, avec Laurent Fontaine
- Depuis 2025 : Y'a que la vérité qui compte sur W9, avec Laurent Fontaine

### Producteur de télévision
- 1997-2002 : Y'a pas photo, présentée par Pascal Bataille et Laurent Fontaine (TF1)
- 2002-2006 : Y'a que la vérité qui compte, présentée par Pascal Bataille et Laurent Fontaine    (TF1)
- 2003-2007 : La Méthode Cauet, présentée par Sébastien Cauet (TF1)
- 2006 : La Revanche des stars, présentée par Olivier Minne (France 2)
- 2007 : Utiles, présentée par Pascal Bataille et Laurent Fontaine (LCI)
- 2007-2009 : C'est off sur Jimmy, présentée par Pascal Bataille et Laurent Fontaine (Jimmy)
- 2007-2009 : My Teva, présentée par Daphné Desjeux (Téva)
- 2007-2009 : Le Meilleur du drôle des publivores, présentée par Christophe Salengro puis Jean-Yves Lafesse (Comédie !)
- 2008-2009 : 8 ans de Busheries et Politiquement cultes, présentées par Guy Carlier (Jimmy)
- 2008 : Mon cul sur la télé, présentée par Rocco Siffredi (Jimmy)
- 2008-2009 : Les 100 Stars les plus sexy, présentées par Arnaud Lemaire puis David Ginola (Jimmy et NRJ 12)
- 2009 : Les Sports les plus cons du monde et Les Inventions les plus cons du monde, présentée par Élodie Gossuin (TF6 et Comédie !)
- 2009 : J'ai quelque chose à te dire, présentée par Joy Esther (NRJ 12)
- 2009 : Forcément sublimes, présentée par Pascal Bataille et Laurent Fontaine (Jimmy).

## Dans la fiction
- Pascal Bataille est caricaturé avec Laurent Fontaine à plusieurs reprises dans l'émission satirique Les Guignols de l'info pour leur duo dans Y'a que la vérité qui compte[7], comme des animateurs avides d'audience, cherchant toujours des sujets immoraux.

## Publications
- Avec Laurent Fontaine, Le Guide de la combine, éd. Solar, 1988.
- Avec Christian Moguérou, Guide de survie au Cap-Ferret, Erickbonnier, 2017, rééd. 2020.